# Самарска губерния
Самарска губерния (на руски: Самарская губерния) е губерния на Руската империя и Съветска Русия, съществувала от 1850 до 1928 година. Разположена е в югоизточната част на Европейска Русия, на левия бряг на река Волга, а столица е град Самара. Към 1897 година населението ѝ е около 2,8 милиона души, главно руснаци (64,5%), мордовци (8,7%), немци (8,2%), татари (6,0%), украинци (4,3%), чуваши (3,3%) и башкири (2,1%).
Създадена е през 1850 година върху западната част на Оренбургска губерния и разположените източно от Волга части на Симбирска и Саратовска губерния. През 1918 – 1920 година части от територията ѝ са прехвърлени в Автономната съветска социалистическа република на немците от Поволжието, Саратовска губерния и Татарската автономна съветска социалистическа република. През 1929 година е обединена с Оренбургска, Уляновска и Пензенска губерния в Средноволжка област.